# Högskolereformen 1993
Högskolereformen 1993 var en av flera reformer som förändrade den högre utbildningen i Sverige under 1900-talet. Reformen innebar decentralisering, och gjorde lärosätenas ledningar starkare internt. Samtidigt avskaffades linjesystemet , och ersattes av en examensordning där varje examen hade en examensbeskrivning.